# 松雪彩花
松雪 彩花（まつゆき あやか、1991年〈平成3年〉9月6日 - ）は、日本の気象キャスター。ウェザーニューズ所属。愛称はあやち、リボンさん。

## 来歴
埼玉県さいたま市出身。フェリス女学院大学文学部英語英米文学科卒業。フェリス女学院大学在学時、ウェザーニュースキャスターオーディションに応募。最終選考6名に選出後、一般投票により第1位となり第7期SOLiVE24キャスターとなる。同期キャスターは藤岡茜（2018年3月30日の出演をもって退任）。
2014年4月1日、『SOLiVE24』にてお披露目放送。公式愛称を決める視聴者投票が行われ、友人から呼ばれているという「あやち」が最も票を集めた。同月7日SOLiVEモーニングにてデビューを果たす。
2016年2月5日、SOLiVE サンセットにてゲストのガチャピンと全国の天気を伝える際、ガチャピンの色と合成するクロマキーの色が一緒だったため色が抜けてしまい、ガチャピンの全身が透明・青になってしまうなどの映像トラブルが起こる事態になった、その様子がYahoo!ニュースや日本テレビ『月曜から夜ふかし』などに取り上げられた。その際トラブルに動じず臨機応変に対応していた松雪にも注目が集まり、インターネット上でその様子を称賛する声が広がった。
2016年4月から2017年10月まで同社気象予報士の宇野沢達也と減災・防災コーナーを担当。
2018年4月16日、『SOLiVE24』がリニューアル。『ウェザーニュースLiVE』となり第1期ウェザーニュースLiVEキャスターとなる。
2019年1月8日にテレビ朝日『TOKYO応援宣言』の取材で松岡修造がウェザーニュースLiVEに視聴者に事前告知なしでゲスト登場した。動画はウェザーニュース公式よりアーカイブがノーカットで公開されているが、事前に渡された「筋書」を超えて進んでいく松岡を相手に冷静かつ臨機応変に番組進行を行い、「初めて彼に主導権を渡さないキャスター」として100万回以上再生されている。
2019年12月15日に、自身のTwitterにて結婚したことを報告した。
2021年9月29日放送のウェザーニュースLiVE・ムーン番組内で、10月8日の放送をもって産休に入ることを発表した。
2023年5月より、産休から復帰することを自身のTwitterで発表した。
2023年5月4日のウェザーニュースLiVE・アフタヌーンより番組出演を再開した。再開後しばらくはウェザーニュースLiVE・コーヒータイムやウェザーニュースLiVE・アフタヌーンなど、明るい時間帯の出演が多くなるといった内容の発言もしている。
2025年6月6日のウェザーニュースLiVE・コーヒータイムにて、6月一杯で再び産休に入ることを発表し、2025年6月30日のウェザーニュースLiVE・コーヒータイムが産休前最後の出演となった。

## 人物
- ウェザーニュースキャスターになろうと思ったきっかけは、小学校低学年のときの授業での音読。音読が楽しかったことから、話すことを職業にしようと思い、キャスターに憧れを持つようになった[1]。
- ウェザーニュースキャスターになってからは天気は思い出と強く結びついたものだと思っており、あの時の天気はどうだっただろうかと思い出と一緒に思い出せるように皆さんに伝えていきたいと述べている[2]。
- 尊敬しているお天気キャスターとして同キャスターである山岸愛梨の名前を挙げている[要出典]。
- 女優の松雪泰子とは遠い親戚である[要出典]。
- 2022年春にある大手広告代理店が視聴者3000名に対して行った「好きなお天気キャスター」のアンケート調査において32位にランクインしたことが同年6月に写真週刊誌のFLASH（光文社）から報じられる[注釈 1]など産休中でも取り上げられ、番組復帰後も人気が高い。
- 産休中も他のキャスターや予報士からは度々引き合いに出され、特にスタジオで何かトラブルが起きると山口剛央が「リボンさんの呪い」と称するなど、番組中で何かといじられていた[1]。

## 嗜好・趣味など
- 好きな音楽は、チャイコフスキー・ヴァイオリン協奏曲、交響曲第4番 (チャイコフスキー)。
- 好きな女優はオードリー・ヘプバーン。
- カラオケに行く時は、パセラに行く事が多い。
- 趣味は長年続けていたクラシック・バレエ。2017年頃から再度復活。
- 好きな色はピンク。
- 愛用している腕時計はHAMILTON JAZZMASTER COLLECTION LADY AUTO。
- 愛用しているカメラはキヤノン EOS M100 Limited Pink。
- 好きな洋服ブランドはRon Herman。
- 愛用しているネックレスはAHKAHとHERMES。
- 愛用しているボディーソープはParfums Givenchy「ランテルディ シャワーオイル」と「ランテルディ ボディローション」。
- 愛用しているシャンプーはCordajourとAmino mason。
- 好きな男性のタイプは「素直な人・良く笑わせてくれる人・仕事が大好きな人・美味しい料理を作ってくれる人・料理を沢山食べてくれる人」・男性の好きなファッションは「スーツ姿（ネクタイを着用している）」[16]。
- 好きな食べ物は果物は、オレンジとブドウ、すき焼き、ねばねばのもの、ポルチーニ茸、ピエール・エルメのマカロン、アイスクリーム（特にハーゲンダッツ）、茶碗蒸し、鮭、いくら、ウニ、エビ、カニ、メカブ。好きなチョコレートは、スイス「Lindt（リンツ）」の商品。
- 好きな飲み物はタピオカ。よく飲むのはChatimeと、パールレディのタピオカジュース。
- 好きなお味噌汁の具材は、「なめこ」。なめことその他の具材で食べるのが大好き[17]。
- 苦手なものは生魚、酢豚（パイナップル入り）、シナモン、抹茶味のアイスクリーム。
- イヌ好き。ウェザーニュースLiVE・アフタヌーンにて実家にて飼っているチワワ（ぺこちゃん）を写真にて初披露した[18]。

## 出演
- ウェザーニュースLiVE・サンシャイン
- ウェザーニュースLiVE・コーヒータイム
- ウェザーニュースLiVE・アフタヌーン
- ウェザーニュースLiVE・イブニング
- ウェザーニュースLiVE・ムーン

### 過去
- SOLiVE モーニング
- SOLiVE サンシャイン
- SOLiVE コーヒータイム
- SOLiVE アフターヌーン
- SOLiVE イブニング
- SOLiVE ムーン
- SOLiVE ナイト
- SOLiVE トワイライト

### 企業コラボ・タイアップ
- パナソニック ナノイーX 『助けてナノイーX』（2019年3月）
- 日産自動車 日産・エクストレイル『花粉飛散予想』（2019年3月）
- 花王 バブクール・バブエクストラクール『TRY!ヒエポカバブキャンペーン』（2019年6月10日 - 7月26日）
- 第一弾 「ヒエポカ大喜利」編
- 第二弾 「ヒエポカレシピ」編
- 第三弾 「ヒエポカアート」編
- 第四弾 「ヒエポカツンデレ」編
- 第五弾 「ヒエポカダンス」編
- 日産自動車 日産・エクストレイル『ADVANCED WEATHER REPORT NISSAN X-TRAIL × WEATHERNEWS』
- ADVANCED WEATHER REPORT 「紅葉前線を追え」（2019年9月）

### インターネット放送
- ＃Twitterトレンド大賞 ニューストレンド2019（2019年11月30日）